# ویشکوو
ویشکوو (به چکی: Výškov) یک منطقهٔ مسکونی در جمهوری چک است که در شهرستان لوونی واقع شده‌است.
 ویشکوو ۱۴٫۳ کیلومتر مربع مساحت و ۴۸۷ نفر جمعیت دارد و ۲۲۳ متر بالاتر از سطح دریا واقع شده‌است.